# Titus Meier
Titus J. Meier (* 1. April 1981; heimatberechtigt in Brugg und Glattfelden) ist ein Schweizer Historiker und Politiker (FDP.Die Liberalen).
Seit 2009 ist er Grossrat im Kanton Aargau, 2012, 2016, 2020 und 2024 wurde er für weitere vier Jahre wiedergewählt. Im Jahr 2006 wurde er in den Einwohnerrat von Brugg gewählt. Er ist Mitglied der Kommission Gesundheit und Soziales im Grossen Rat.
Ferner ist Meier Mitglied der Kantonalen Schiesskommission, deren Präsident er ist, sowie der Polizei- und Kommission für Denkmalpflege.
Er hat ein Amt als Stiftungsrat von AarReha und Verwaltungsratsmandat des Medizinischen Zentrums Brugg inne, und er ist Vorstandsmitglied des Verbands Aargauischer Ortsbürgergemeinden. Von Beruf ist Meier Historiker und Lehrer (Bezirksschule Brugg). Von 2011 bis 2018 verfolgte er sein Dissertationsprojekt zu den Schweizerischen Widerstandsvorbereitungen für den Besetzungsfall 1940–1990, vgl. P-26 bei Rudolf Jaun.
Ende 2017 kandidierte er erfolglos für das Amt des Stadtammanns der Stadt Brugg. 2019 kandidierte er erfolglos bei den Gesamterneuerungswahlen für die FDP für einen Sitz im Nationalrat.

## Werke (Auswahl)
- Widerstandsvorbereitungen für den Besetzungsfall. Die Schweiz im Kalten Krieg. Verlag NZZ Libro, Zürich 2018, ISBN 978-3-03810-332-5. (Diss. Univ. Zürich).
- Schweizerische Widerstandsvorbereitungen für den Besetzungsfall (1940–1990). Lizentiatsarbeit, Universität Zürich 2010. Förderpreis SVMM (Schweizerische Vereinigung für Militärgeschichte und Militärwissenschaft) 2011.
- P-26 und ihr Zentrallager im Wasserschloss. Dokumentation, Gesellschaft für militärhistorische Studienreisen (GMS), Wettingen 2017.
- P-26 – die Mär von der Geheimarmee. In: NZZ am Sonntag, 15. Juli 2018, S. 18f. Online (Abo).